# Hans Oskamp
Hans Pieter Atze Oskamp (Haren, 12 december 1936 - Madeira, 15 juli 1990) was een Nederlandse politicus en taalkundige.
Oskamp doorliep het gymnasium in Hilversum waarna hij Nederlands studeerde aan de Rijksuniversiteit Groningen. In 1970 promoveerde hij aan de Gemeentelijke Universiteit Amsterdam op een kritische teksteditie van een reisverslag van de middeleeuwse Ier Máel Dúin. Daarna vestigde hij naam als kenner van Oud-Ierse handschriften. Hij was enkele jaren hoogleraar aan de universiteit van Maynooth in Ierland.
In 1978 werd Oskamp die daarvoor al verschillende functies binnen die partij had vervuld, voor de PvdA gekozen in de Eerste Kamer. Hier ontwikkelde hij zich tot een gezaghebbend woordvoerder op onderwijsgebied. Hij zou tot 1987 senator blijven. Daarna coördineerde hij de verzelfstandiging van rijksscholen.
Hans Oskamp was gescheiden en hertrouwd en had drie kinderen. Hij overleed op 53-jarige leeftijd.
- Biografisch Portaal: 65951582
- Gemeinsame Normdatei: 12191321X
- International Standard Name Identifier: 0000 0000 6140 9361
- Nederlandse Thesaurus van Auteursnamen: 073163805
- Parlement.com: vg09lln8i4zn
- Système universitaire de documentation: 168407736
- Virtual International Authority File: 23010060
- WorldCat: E39PBJxWRpjjcJJR3FJ7HwhJXd